# Lega professionistica degli Emirati Arabi Uniti 2019-2020
La UAE Pro-League 2019-2020 è stata la 45ª edizione della massima competizione nazionale per club degli Emirati Arabi Uniti.
Il campionato nel marzo 2020 venne inizialmente sospeso a causa della diffusione della Pandemia di COVID-19; nel giugno dodici delle quattordici squadre del campionato votarono favorevolmente alla proposta di cancellazione della stagione.. Il 18 giugno, la federazione prende la decisione di non assegnare il titolo nazionale a nessuna squadra e che le squadra qualificate per la AFC Champions League 2020 saranno qualificate anche la per AFC Champions League 2021 

## Squadre partecipanti
| Club           | Città             | Stadio                              |
| -------------- | ----------------- | ----------------------------------- |
| Ajman          | Ajman             | Stadio Ajman                        |
| Al-Ain         | Al-Ain            | Stadio Hazza bin Zayed              |
| Al Dhafra      | Madinat Zayed     | Stadio Al Dhafra                    |
| Fujairah       | Dibba Al-Fujairah | Stadio Fujairah Club                |
| Al-Jazira      | Abu Dhabi         | Stadio Mohammad bin Zayed           |
| Al-Khaleej     | Khor Fakkan       | Stadio Saqr bin Mohammad al Qassimi |
| Al-Nasr        | Dubai             | Stadio Al-Maktoum                   |
| Al-Wahda       | Abu Dhabi         | Stadio Al Nahyan                    |
| Al-Wasl        | Dubai             | Stadio Zabeel                       |
| Baniyas        | Abu Dhabi         | Stadio Baniyas                      |
| Hatta Club     | Hatta             | Stadio Hamdan Bin Rashid            |
| Ittihad Kalba  | Kalba             | Stadio Ittihad Kalba                |
| Shabab Al-Ahli | Dubai             | Stadio Al-Rashid                    |
| Sharjah        | Sharjah           | Stadio Sharjah                      |

## Allenatori
| Squadra        | Allenatore           |
| -------------- | -------------------- |
| Ajman          | Ayman Elramady       |
| Al-Ain         | Ivan Leko            |
| Al Dhafra      | Vuk Rašović          |
| Al-Jazira      | Marcel Keizer        |
| Al-Nasr        | Krunoslav Jurčić     |
| Al-Wahda       | Manuel Jiménez       |
| Al-Wasl        | Laurențiu Reghecampf |
| Baniyas        | Winfried Schäfer     |
| Fujairah       | Madjid Bougherra     |
| Hatta Club     | Chrīstos Kontīs      |
| Ittihad Kalba  | Jorge da Silva       |
| Khor Fakkan    | Paulo Comelli        |
| Shabab Al-Ahli | Rodolfo Arruabarrena |
| Sharjah        | Abdulaziz Mohamed    |

### Giocatori Stranieri
Tutte le squadre possono firmare un numero illimitato di giocatori stranieri, ma ne possono solo schierare quattro in campo.
| Club           | Giocatore 1          | Giocatore 2      | Giocatore 3       | Giocatore 4             | Ex Giocatori  |
| -------------- | -------------------- | ---------------- | ----------------- | ----------------------- | ------------- |
| Ajman          | Vander Vieira        | William Owusu    | Tongo Doumbia     | Bubacarr Trawally       | Godwin Mensha |
| Al-Ain         | Abderrahmane Meziane | Caio             | Tsukasa Shiotani  | Kodjo Fo-Doh Laba       |               |
| Al Dhafra      | Diego Jardel         | João Pedro       | Issam El Adoua    | Mikhail Rosheuvel       |               |
| Al-Jazira      | Keno                 | Thulani Serero   | Mourad Batna      | Miloš Kosanović         |               |
| Al-Nasr        | Esteban Pavez        | Brandley Kuwas   | Álvaro Negredo    | Tozé                    |               |
| Al-Wahda       | Sebastián Tagliabúe  | Rim Chang-woo    | Nicolás Milesi    | Carlitos                | Leonardo      |
| Al-Wasl        | Fabio Lima           | Lucas Galvão     | Welliton          | Fernando Gaibor         |               |
| Baniyas        | Luiz Antônio         | Pedro Conde      | Ayanda Patosi     | Saša Ivković            |               |
| Fujairah       | Fernando Gabriel     | Jhonnattann      | William Jebor     | Martial Yao             |               |
| Hatta Club     | Cleylton             | Daniel Amora     | Ricardo Valente   | Cristian López          |               |
| Khor Fakkan    | Bismark              | Dodô             | Róbson            | Temurkhuja Abdukholiqov | Pedro Júnior  |
| Ittihad Kalba  | Balázs Dzsudzsák     | Yaseen Al-Bakhit | Peniel Mlapa      | Henrique                |               |
| Shabab Al-Ahli | Federico Cartabia    | Leonardo         | Henrique Luvannor | Davide Mariani          |               |
| Sharjah        | Igor Coronado        | Ryan Mendes      | Ricardo Gomes     | Otabek Shukurov         |               |

## Classifica
|                                | Pos. | Squadra        | Pt | G  | V  | N | P  | GF | GS | DR  |
| ------------------------------ | ---- | -------------- | -- | -- | -- | - | -- | -- | -- | --- |
| Emirati Arabi Uniti (bandiera) | 1.   | Shabab Al-Ahli | 43 | 19 | 13 | 4 | 2  | 42 | 13 | +29 |
|                                | 2.   | Al-Ain         | 37 | 19 | 11 | 4 | 4  | 46 | 21 | +25 |
|                                | 3.   | Al-Jazira      | 36 | 19 | 11 | 3 | 5  | 29 | 17 | +12 |
|                                | 4.   | Sharjah        | 35 | 19 | 10 | 5 | 4  | 38 | 23 | +15 |
|                                | 5.   | Al-Wahda       | 35 | 19 | 11 | 2 | 6  | 31 | 29 | +2  |
|                                | 6.   | Al-Nasr        | 31 | 19 | 9  | 4 | 6  | 24 | 19 | +5  |
|                                | 7.   | Al Dhafra      | 29 | 19 | 9  | 2 | 8  | 26 | 23 | +3  |
|                                | 8.   | Al-Wasl        | 29 | 19 | 8  | 5 | 6  | 31 | 33 | -3  |
|                                | 9.   | Baniyas        | 23 | 19 | 6  | 5 | 8  | 21 | 26 | -5  |
|                                | 10.  | Ajman          | 18 | 19 | 4  | 6 | 9  | 25 | 39 | -14 |
|                                | 11.  | Ittihad Kalba  | 16 | 19 | 5  | 1 | 13 | 24 | 39 | -15 |
|                                | 12.  | Khor Fakkan    | 15 | 19 | 3  | 6 | 10 | 18 | 32 | -14 |
|                                | 13.  | Hatta Club     | 13 | 19 | 3  | 4 | 12 | 15 | 32 | -17 |
|                                | 14.  | Fujairah       | 12 | 19 | 3  | 3 | 13 | 15 | 36 | -11 |

Legenda:

      Campione degli Emirati Arabi Uniti e ammessa alla AFC Champions League 2021

      Ammesse alla AFC Champions League 2021

      Retrocesse in UAE Second Division 2020-2021

Note:
Tre punti a vittoria, uno a pareggio, zero a sconfitta.

## Statistiche

### Classifica Marcatori
Aggiornata al 14 marzo 2020 
| Posizione | Giocatore           | Club           | Goal |
| --------- | ------------------- | -------------- | ---- |
| 1         | Kodjo Fo-Doh Laba   | Al Ain         | 19   |
| 2         | Sebastián Tagliabúe | Al Wahda       | 15   |
| 3         | Ahmed Khalil        | Shabab Al Ahli | 13   |
| 3         | Ali Mabkhout        | Al Jazira      | 13   |
| 5         | Fábio Lima          | Al Wasl        | 12   |
| 5         | João Pedro          | Al Dhafra      | 12   |
| 7         | Ryan Mendes         | Sharjah        | 11   |
| 7         | Peniel Mlapa        | Kalba          | 11   |
| 9         | Welliton            | Al Wasl        | 9    |
| 10        | Álvaro Negredo      | Al Nasr        | 8    |